# 戊唑醇
戊唑醇（英語：Tebuconazole）是一种三唑类广谱内吸杀真菌剂。化学式：C16H22ClN3O。1986年由德国拜耳公司开发，1988年投入市场。用于杀灭农作物真菌病原体和木材防腐等用途，具有高效、广谱、系统作用和调节植物生长等特点，在亚洲、欧洲、南北美洲被广泛批准用于在谷物、蔬菜、水果、药用植物和观赏花卉上。

## 作用机制
戊唑醇作为三唑类抗真菌剂，能通过抑制真菌的细胞壁成分麦角甾醇的合成，导致孢子萌发和真菌生长受到抑制。同时能影响间接其他甾醇合成，使得戊唑醇的抗真菌谱与一般的三唑类抗真菌剂更广。其对白粉菌属、柄锈菌属、喙孢属、核腔菌属和壳针孢属菌具有防治效果。

## 安全性
自1986年戊唑醇问世以来，随着长期使用，现已在农业工作者头发、水体、果蔬、土壤等地方检测到戊唑醇残留。美国环境保护局已将戊唑醇列为潜在的致癌物质。
近些年的研究发现，戊唑醇具有影响人体内分泌作用，因此瑞典化学品署认为戊唑醇有可能根据欧盟法规1107/2009被退出欧盟市场。除了具有潜在的致癌性，最近研究还表明戊唑醇还存在潜在的发育毒性、生殖毒性、致突变性、和神经毒性。

## 合成
戊唑醇可以通过2-叔丁基-2-(4-氯苯乙基)-环氧乙烷与1,2,4-三唑在碱存在下开环得到
。